# Vimușiv, Zastavna
Vimușiv (în ucraineană Вимушів, transliterat: Vîmușiv) este un sat în raionul Zastavna din regiunea Cernăuți (Ucraina), depinzând administrativ de comuna Babin. Are 92 locuitori, în totalitate  ucraineni (ruteni).
Satul este situat la o altitudine de 289 metri, în partea de nord-vest a raionului Zastavna.

## Istorie
Localitatea Vimușiv a făcut parte încă de la înființare din regiunea istorică Bucovina a Principatului Moldovei. După anexarea Bucovinei de către Imperiul Habsburgic în anul 1775, localitatea Vimușiv a făcut parte din Ducatul Bucovinei, guvernat de către austrieci, făcând parte din districtul Zastavna (în germană Zastawna). 
După Unirea Bucovinei cu România la 28 noiembrie 1918, satul Vimușiv a făcut parte din componența României, în Plasa Nistrului a județului Cernăuți. Pe atunci, majoritatea populației era formată din ucraineni. 
Ca urmare a Pactului Ribbentrop-Molotov (1939), Bucovina de Nord a fost anexată de către URSS la 28 iunie 1940, reintrând în componența României în perioada 1941-1944. Apoi, Bucovina de Nord a fost reocupată de către URSS în anul 1944 și integrată în componența RSS Ucrainene. 
Începând din anul 1991, satul Vimușiv face parte din raionul Zastavna al regiunii Cernăuți din cadrul Ucrainei independente. Conform recensământului din 1989, toți cei 122 locuitori ai satului s-au declarat de etnie ucraineană (ruteni) . În prezent, satul are 92 locuitori, în totalitate ucraineni.

## Demografie
Componența lingvistică a localității Vimușiv
     Ucraineană (98,91%)
     Rusă (1,09%)
Conform recensământului din 2001, majoritatea populației localității Vimușiv era vorbitoare de ucraineană (98,91%), existând în minoritate și vorbitori de rusă (1,09%).
1989: 122 (recensământ)
2007: 92 (estimare)